# Siláž

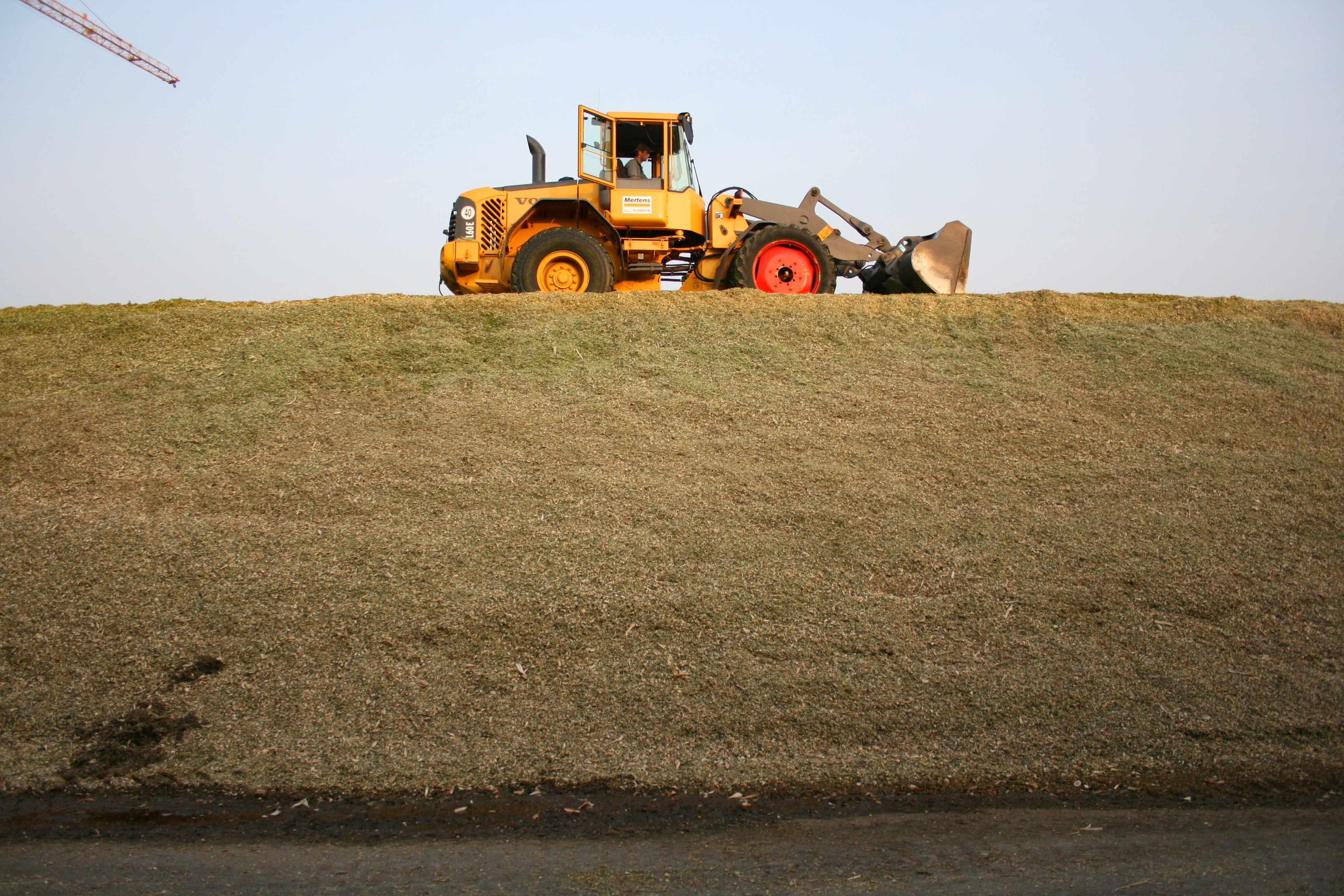
Příprava kukuřičné siláže

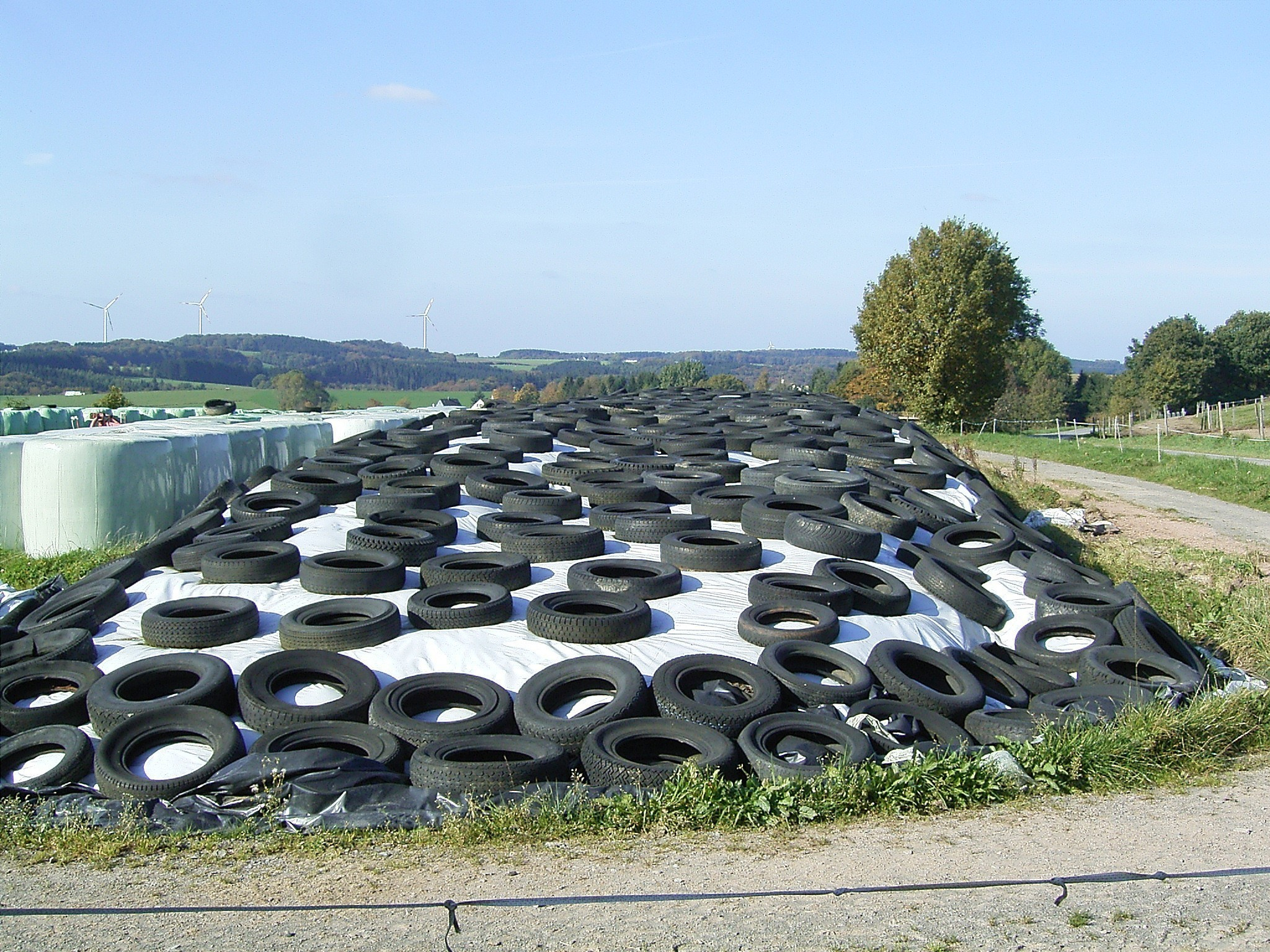
Založená siláž, zatížená starými pneumatikami

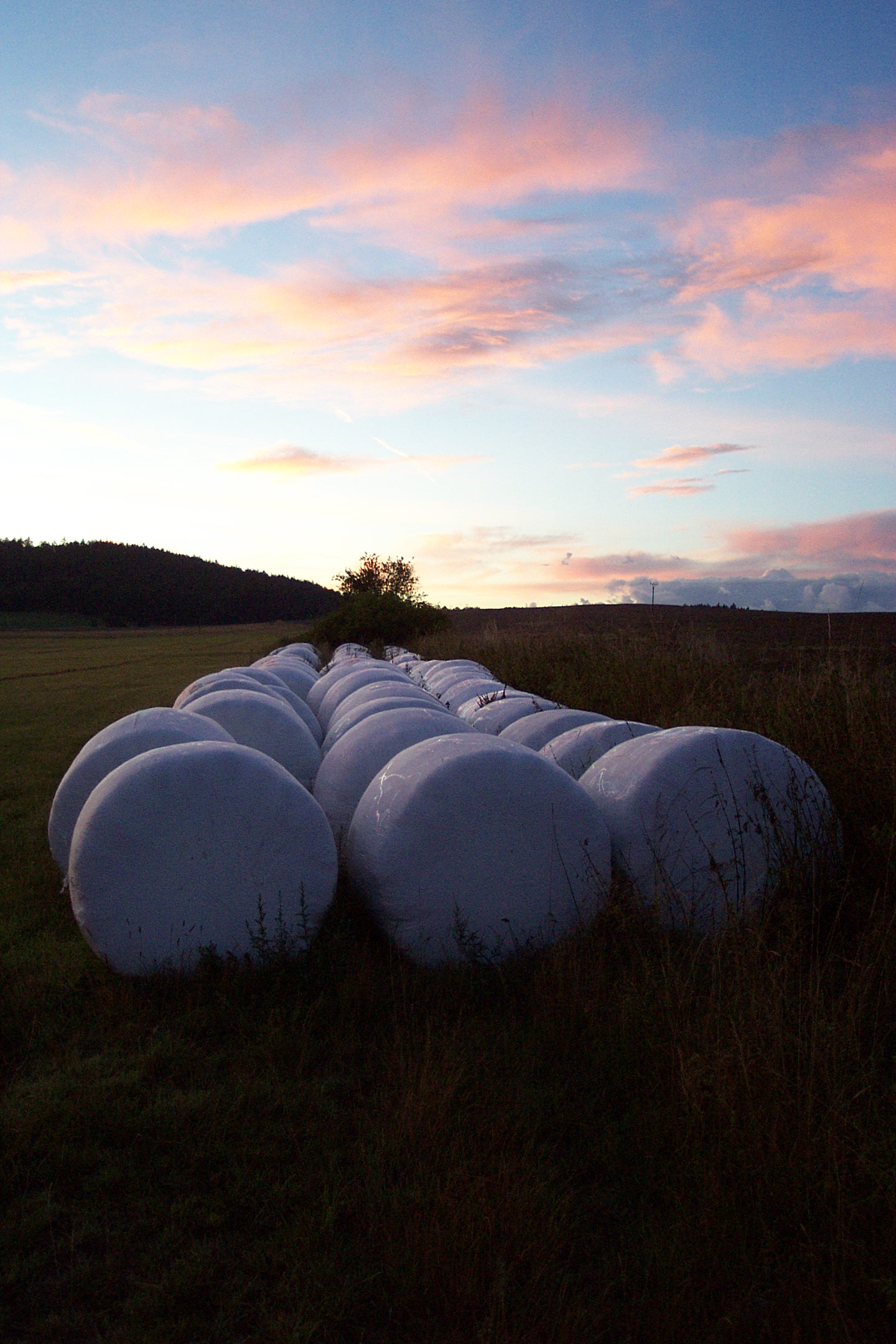
Senážování píce do fólie

Siláž je krmivo pro domácí zvířata (prasata, krávy, koně atd.) vzniklé fermentováním čerstvé nebo zavadlé píce a jiných zemědělských plodin s přídavkem látek, které inhibují (zamezují) bakteriální činnost. V posledních letech je siláž často používána také jako vstupní materiál bioplynových stanic.

## Silážování
Silážování je výrobní proces, při kterém je píce za stálého dusání ukládána do prostoru, který je pak vzduchotěsně uzavřen. V podstatě je to obdobný způsob konzervace krmiva, jako například sušení sena, navíc silážování uchovává krmivo ve šťavnatém stavu. Konzervace probíhá působením mléčného kvašení cukrů obsažených v silážované surovině bez přístupu vzduchu. Při silážování je zachován obsah živin i vitamínů použitého materiálu. Výsledná kvalita siláže je obvykle přímo úměrná kvalitě použitých surovin (druh píce, silážní zralosti, obsahu sušiny) a kvalitě zpracování i následného uskladnění.
Cílem je co nejdříve vytvořit dostatečné množství kyseliny mléčné, která je základním konzervačním činitelem, čímž se dosáhne kyselosti hmoty asi pH 4 a také se zamezí vzniku nežádoucích hnilobných procesů. Při vlastním silážování se bílkoviny štěpí na jednodušší látky a glycidy (cukry) na fruktózu a glukózu.
Správné zhutnění materiálu v silážním prostoru spolu s omezením výměny plynů mezi silážní hmotou a okolním vzduchem musí vést spolu s produkcí CO2 (vyprodukován respirací píce a mikrobiální činností) k vytvoření anaerobního prostředí.
Při nedodržení technologické procedury nebo použitím nevhodných surovin dochází k aerobní degradaci, při které se znehodnocuje siláž biochemickými pochody za přístupu vzduchu. Vzniká kyselina máselná, octová nebo mravenčí a v takovém případě výsledná siláž nepříjemně páchne a je nepoužitelná.

## Senáž
Původní termín pro všechna fermentovaná krmiva je siláž. Senáž je termín, který se zavedl pro siláž s vysokým obsahem sušiny:  pokud obsah sušiny přesáhne 50 %, obvykle se o takovém krmivu hovoří jako o senáži. Protože senáž obsahuje méně vody než siláž, dochází zde k poklesu tvorby kyseliny mléčné. Bakterie produkující kyselinu mléčnou potřebují ke své činnosti cukry. Senáž je tudíž druh konzervace, která je založena spíše na prostředí s malou přítomnosti kyslíku než na produkci kyseliny mléčné.

## Používané suroviny
Silážovatelnost je schopnost krmiva fermentovat s nízkými ztrátami jeho hmotnosti, kvality a výživných vlastností. Pro silážování používáme jak rostliny za tím účelem vypěstované (pícniny, kukuřici na silážování, slunečnice) nebo rostlinné zbytky (skrojky cukrové řepy) a dále např. odpad při výrobě piva (mláto, sladový květ). S ohledem na obsah vody a hodnotu pH se silážovací plodiny dělí na:
- lehce silážovatelné – bramborové hlízy, řepné skrojky, kukuřice, slunečnice, pšenice, ječmen,
- středně silážovatelné – trávy, krmná kapusta, jetel, hrách, bob, peluška,
- těžce silážovatelné – vojtěška, štírovník, mokřadní rostliny.

## Příprava surovin
V principu musíme suroviny k silážování připravit tak, aby bylo možno používaný materiál kvalitně upěchovat, tj. vytlačit z něho co nejvíce vzduchu. Z píce nebo kukuřice děláme řezanku o délce 10 až 20 mm přičemž platí, čím má více sušiny, tím musí být drobnější. Řepu nebo brambory rozdrtíme.

## Způsoby silážování
- Silážní věže – finančně nejnáročnější, avšak s kvalitním výsledkem, v minulosti se hodně používaly. Hodí se pro automatizované systémy krmení.
- Silážní žlaby (jámy) – v našich podmínkách je to nejčastější způsob uložení silážované hmoty, Žlaby mají různou kapacitu a také konstrukčně jsou pestré, bývají průjezdné a neprůjezdné, nadzemní, polozapuštěné, zapuštěné. Po naplnění žlabu silážovanou hmotu s příměsí aditiv řádně udusáme (traktory, válci) za účelem vytlačení vzduchu a přikryjeme slabou transparentní plachtu a na tu přetáhneme hrubou zakrývací silážní plachtu. Následně se plachta zatíží zátěžovými pytli nebo (v praxi nejčastěji) starými pneumatikami. Řádné přikrytí má zamezit přístupu vzduchu. Musíme také zamezit vsakování výtoku do spodních vod. Určitou alternativu představuje zakládání siláží na zpevněných plochách, které musí splňovat stejné parametry z hlediska ochrany podzemních vod.
- Silážování do vaků – silážovaná hmota je natlačena do rukávců o délce až 60 m o průměru až 2,5 m a kapacitě do 200 tun. Plastické rukávce se vyznačují většinou absolutní nepropustností světla a vzduchu, maximální odolností vůči ultrafialovým paprskům a organickým kyselinám. Silážování prováděné pomocí plastových vaků nevyžaduje velké investice. Výhodou je, že silážní materiál je po zhutnění ihned hermeticky uzavřen. Je to ekologické uskladnění bez nebezpečí výtoku silážních šťáv.
- Senážování píce do fólie – požívají se balíky ve kterých se píce již při sklizni uskladňuje, ty se navíc obalí speciální fólií. Pro tento způsob silážování-senážováni se doporučuje materiál o sušině cca 40 %.

## Konzervační látky
Pro zlepšení kvality a urychlení zrání i prodloužení trvanlivosti se při silažování používají konzervační látky a to dvojího druhu:
- Chemické látky – mají především vliv na přímé okyselení a zajišťují bakteriostatické působení především na bakterie máselného kvašení. Částečně však potlačují i aktivitu mléčných bakterií, především při použití vyšší dávky. Pak je zde ještě druhá skupina chemických látek, která má fungicidně působící účinek, Omezuje tedy rozvoj plísní a kvasinek.
- Biologické přípravky – jsou to bakterie mléčného kvašení, které pozitivně ovlivňují skladbu epifytní mikroflóry. Zvýšení hladiny mléčných bakterií vytváří v krátkém období velké množství konzervující kyseliny mléčné a zároveň je tlumen růst a množení nežádoucích bakterií.

## Ekologie
Při silážování může být ohroženo životní prostředí dvěma faktory:
- zápach – ten vzniká převážně po nedodržení technologických postupů při zakládání siláže, kdy dochází k degradaci silážní hmoty hnilobným procesem a vznikají zapáchající kyseliny, jako máselná, octová nebo mravenčí. Ani kvalitně provedená siláž nikterak nevoní. Tento nedostatek se odstraňuje umísťováním silážních žlabů (jam) do extravilánu obcí.
- silážní šťáva – je to vytékající vysoce agresivní tekutina s kyselostí pH 4 a vysokým BSK5, s malým podílem dusíku, z toho polovinu v amonné formě. Způsobují kyselost půdy a nepříznivé podmínky pro všechny organismy citlivé na nízké pH. Jsou nebezpečné pro kontaminaci spodních vod  používaných pro výrobu pitné vody.